# Olympia Dukakis

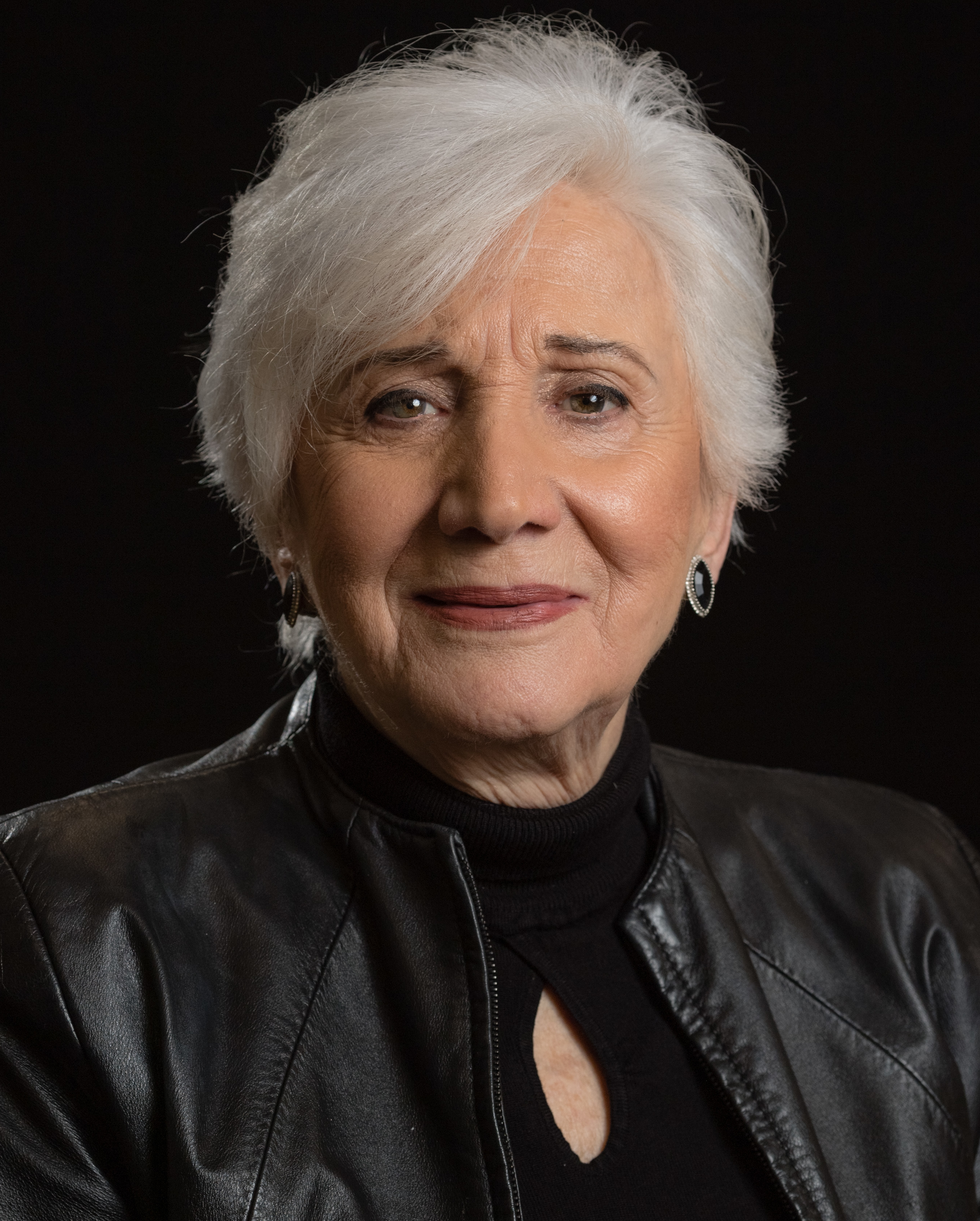
Olympia Dukakis (2019)

Olympia Dukakis (* 20. Juni 1931 in Lowell, Massachusetts; † 1. Mai 2021 in New York City, New York) war eine US-amerikanische Schauspielerin griechischer Abstammung. Für ihre Rolle in der romantischen Komödie Mondsüchtig wurde sie 1988 mit dem Oscar ausgezeichnet.

## Leben
Olympia Dukakis wurde 1931 in Lowell als eines von zwei Kindern des aus Griechenland stammenden Ehepaars Constantine und Alexandra Dukakis geboren. Sie war eine Cousine von Michael Dukakis, dem ehemaligen Gouverneur von Massachusetts und Präsidentschaftskandidaten der Demokraten bei der Wahl von 1988.
Dukakis begann nach ihrem Studium an der Boston University ihre Karriere am Theater. 1956 war sie Mitbegründerin der von einigen Studenten ins Leben gerufenen Actors Company of Boston, die ab 1957 im neueröffneten Charles Playhouse in Boston auftrat. 1963 wurde sie für ihre Leistung als Leocadia Begbick in der Off-Broadway-Inszenierung von Brechts Lustspiel Mann ist Mann mit dem Obie Award ausgezeichnet. Einen zweiten Obie Award erhielt sie 1985 für ihre Rolle in The Marriage of Bette and Boo.
Seit Mitte der 1970er Jahre wirkte sie in Montclair, New Jersey als künstlerische Leiterin der Whole Theatre Company, die unter anderem Stücke von Pirandello, Euripides, Eugene O’Neill, Samuel Beckett, Tennessee Williams, Edward Albee und Lanford Wilson inszenierte.
Ab Mitte der 1960er Jahre trat sie auch in Filmproduktionen in Erscheinung. Für ihre Rolle als Rose Castorini in der romantischen Komödie Mondsüchtig wurde sie 1988 mit zahlreichen Preisen ausgezeichnet, darunter mit dem Oscar als Beste Nebendarstellerin. Daran anknüpfend wurde sie seither mehrfach als charakterstarke, oft mit trockenem Humor begabte Dame reiferen Alters besetzt. So war sie in drei Teilen der Reihe Kuck mal, wer da spricht! sowie Filmen wie Magnolien aus Stahl, Die nackte Kanone 33⅓, Geliebte Aphrodite, Mr. Holland’s Opus oder Der gebuchte Mann zu sehen. Im Jahr 1998 übernahm Dukakis im britischen Fernsehfilm A Life for a Life die Rolle der Charlotte Kiszko, der Mutter des zu Unrecht als Mörder im Fall Lesley Molseed verurteilten und dafür 16 Jahre inhaftierten Stefan Kiszko. Als eine ihre letzten Rollen übernahm sie 2019 in der Fernsehserie Stadtgeschichten den Part der Anna Madrigal, den sie bereits 1993 in einer gleichnamigen Miniserie gespielt hatte.
2018 entstand durch den Regisseur Harry Mavromichalis der Dokumentarfilm – Olympia – über sie.
Dukakis war von 1962 bis zu dessen Tod 2018 mit dem Schauspieler Louis Zorich verheiratet. Das Paar lebte von 1970 bis 1999 in Montclair und zog danach wieder nach Manhattan. Aus der Ehe gingen drei Kinder hervor. Olympia Dukakis starb nach längerer Krankheit Anfang Mai 2021, sieben Wochen vor ihrem 90. Geburtstag, in ihrem Haus in New York City.

## Filmografie (Auswahl)
- 1964: Twice a Man
- 1964: Lilith
- 1969: Stiletto
- 1969: John und Mary (John and Mary)
- 1974: The Rehearsal
- 1974: Ein Mann sieht rot (Death Wish)
- 1979: The Wanderers
- 1979: Nicht von schlechten Eltern (Rich Kids)
- 1980: Idolmaker – Das schmutzige Geschäft des Showbusiness (The Idolmaker)
- 1982: Movie Madness
- 1985: Mauern aus Glas (Walls of Glass)
- 1987: Mondsüchtig (Moonstruck)
- 1988: Die Waffen der Frauen (Working Girl)
- 1989: Kuck mal, wer da spricht! (Look Who's Talking)
- 1989: Magnolien aus Stahl (Steel Magnolias)
- 1989: Dad
- 1990: Ein Köder für den Killer (In the Spirit)
- 1990: Kuck mal, wer da spricht 2 (Look Who's Talking Too)
- 1991: Laras schönster Tag (Lucky Day, Fernsehfilm)
- 1992: Mut zur Freiheit (Over the Hill)
- 1992: Frank Sinatra – Der Weg an die Spitze (Sinatra, Mini-Serie)
- 1993: Kuck mal, wer da jetzt spricht (Look Who's Talking Now)
- 1993: Stadtgeschichten (Tales of the City, Fernsehmehrteiler)
- 1993: Die sieben besten Jahre (The Cemetery Club)
- 1993: Wie ein Vogel im Wind (Digger)
- 1994: Die nackte Kanone 33⅓ (Naked Gun 33 1/3)
- 1994: I Love Trouble – Nichts als Ärger (I Love Trouble)
- 1995: Dead Badge – Im Fadenkreuz der Killer-Cops (Dead Badge)
- 1995: Jeffrey
- 1995: Geliebte Aphrodite (Mighty Aphrodite)
- 1995: Mr. Holland’s Opus
- 1996: Never Too Late
- 1996: Jerusalem
- 1996: Milk & Money
- 1997: Der gebuchte Mann (Picture Perfect)
- 1997: Eine himmlische Kupplerin (A Match Made in Heaven, Fernsehfilm)
- 1997: Heaven Will Wait (Fernsehfilm)
- 1997: Balkan Island: The Last Story of the Century
- 1998: Tote lügen nicht (Scattering Dad, Fernsehfilm)
- 1998: Krieg im Pentagon (The Pentagon Wars, Fernsehfilm)
- 1998: Sweet Home San Francisco (Mini-Serie)
- 1998: Mafia! – Eine Nudel macht noch keine Spaghetti! (Jane Austens Mafia!)
- 1998: Better Living
- 1998: A Life for a Life (Fernsehfilm)
- 1999: Jeanne d’Arc – Die Frau des Jahrtausends (Joan of Arc, Mini-Serie)
- 2000: Die legendären blonden Bombshells (The Last of the Blonde Bombshells, Fernsehfilm)
- 2000: Brooklyn Sonnet
- 2001: And Never Let Her Go (Fernsehfilm)
- 2001: My Beautiful Son (Fernsehfilm)
- 2002: Guilty Hearts (Fernsehfilm)
- 2002: Die Simpsons (The Simpsons, Fernsehserie, 1 Episode, Stimme)
- 2002: Frasier (Fernsehserie, 1 Episode)
- 2002: The Intended
- 2003: The Event
- 2003: Mafia Doctor (Fernsehfilm)
- 2003: Charlie’s War
- 2004: The Quest – Jagd nach dem Speer des Schicksals (The Librarian – Quest for the Spear, Fernsehfilm)
- 2004–2005: Center of the Universe (Fernsehserie, 12 Episoden)
- 2005: Reine Familiensache (The Thing About My Folks)
- 2005: The Great New Wonderful
- 2005: 3 Needles
- 2005: Whiskey School
- 2005: Jesus, Mary and Joey
- 2006: An ihrer Seite (Away From Her)
- 2006: Day on Fire
- 2006: The Quest – Das Geheimnis der Königskammer (The Librarian – Return to King Solomon's Mines, Fernsehfilm)
- 2006: Upside Out
- 2006: In the Land of Women
- 2010–2011: Bored to Death (Fernsehserie, 4 Episoden)
- 2011: Birds of a Feather
- 2011: Cloudburst
- 2012: The Misadventures of the Dunderheads
- 2013: The Last Keepers
- 2013: The Christmas Spirit (Fernsehfilm)
- 2013–2015: Sex & Violence (Fernsehserie, 12 Episoden)
- 2013–2015: Forgive Me (Fernsehserie, 9 Episoden)
- 2014: A Little Game
- 2014: Big Driver (Fernsehfilm)
- 2015: 7 Chinese Brothers
- 2015: Emily & Tim
- 2016: The Infiltrator
- 2016: Broken Links
- 2018: Change in the Air
- 2018: Switch (Fernsehserie, 4 Episoden)
- 2019: Stadtgeschichten (Tales of the City, Fernsehserie, 9 Episoden)
- 2021: Not to Forget

## Theater (Auswahl)
- 1962–1963: A Man’s a Man (Masque Theatre, New York)
- 1963: Crime and Crime (Cricket Theatre, New York)
- 1964: Electra (Delacorte Theater, New York)
- 1964: Abraham Cochrane (Belasco Theatre, New York)
- 1967: Titus Andronicus (Delacorte Theater, New York)
- 1967: Father Uxbridge Wants To Marry (Theater at St. Clement’s Church, New York)
- 1968: The Memorandum (Joseph Papp Public Theater / Anspacher Theater, New York)
- 1969: Peer Gynt (Delacorte Theater, New York)
- 1973: Baba Goya (American Place Theatre, New York)
- 1973: Nourish the Beast (Cherry Lane Theatre, New York)
- 1974: Who’s Who in Hell (Lunt-Fontanne Theatre, New York)
- 1978: Curse of the Starving Class (Joseph Papp Public Theater / Newman Theater, New York)
- 1985: The Marriage of Bette and Boo (Joseph Papp Public Theater / Newman Theater, New York)
- 1986–1987: Social Security (Ethel Barrymore Theatre, New York)
- 1995–1996: The Hope Zone (Circle Repertory Theatre, New York)
- 2000: Rose (Lyceum Theatre, New York)
- 2005: A Mother, A Daughter, and A Gun (New World Stages / Stage III, New York)
- 2009: The Singing Forest (Joseph Papp Public Theater / Martinson Hall, New York)
- 2011: The Milk Train Doesn't Stop Here Anymore (Laura Pels Theatre, New York)

## Auszeichnungen (Auswahl)
Erhalten in den Kategorien:
- 1988: Golden Globe, als Beste Nebendarstellerin in Mondsüchtig
- 1988: Oscar, als Beste Nebendarstellerin in Mondsüchtig
- 1988: American Comedy Awards, als lustigste Nebendarstellerin in Mondsüchtig
- 1988: Kansas City Film Critics Circle Award, als Beste Nebendarstellerin in Mondsüchtig
- 1988: Los Angeles Film Critics Association Award, als Beste Nebendarstellerin in Mondsüchtig
- 1988: National Board of Review Award, als Beste Nebendarstellerin in Mondsüchtig
- 2013: Walk of Fame (2498. Stern auf dem Hollywood Walk of Fame)[6]
- 2014: Elliot Norton Award, Elliot Norton Lifetime Achievement Award[7]

Nominiert in den Kategorien:
- 1993: Golden Globe, als Beste Nebendarstellerin in der Mini-Serie Frank Sinatra – Der Weg an die Spitze
- 1993: Emmy, als Beste Nebendarstellerin in der Mini-Serie Stadtgeschichten
- 1989: BAFTA Award, als Beste Nebendarstellerin in Mondsüchtig
- 1999: Emmy, als Beste Nebendarstellerin in Jeanne d’Arc – Die Frau des Jahrtausends
- 2004: Genie Award, als Beste Nebendarstellerin in The Event

## Autobiografie
- mit Emily Heckman: Ask Me Again Tomorrow: A Life in Progress. HarperCollins, New York 2003, ISBN 0-06-018821-9 (englisch).